# Пут Јунгаш
Пут Јунгаш (енгл. Yungas Road) је 64 km дуг пут у Боливији који води од Ла Паза до Корика. Неки га зову и Пут смрти. Он је најпознатији по томе што је 1995. проглашен за најопаснији пут на свету. Процењује се да годишње на њему погине 200-300 путника, а на местима где су се аути срушили са пута постављени су знакови упозорења.

## Опис
Ово је један од ретких путева који спаја Амазонију и Боливију. Када се изађе из Ла Паза, пут се уздиже на око 4650 метара до Ла Кумбре Пас, након чега се спушта до кишних шума, а затим на око 1200 метара у град Корик.

## Историја
Пут је изграђен за време Рата за Чако, 1930.. Модернизован је током периода од 20 година, а завршен је 2006.. На стари пут су додани мостови, тротоари, ограде, одводи и још много тога. Северни део пута се све мање користи, али ипак много путника се вози бициклом по том делу.